# كلاي بيلنجر
كلاي بيلنجر (بالإنجليزية: Clay Bellinger)‏ هو لاعب كرة قاعدة أمريكي، ولد في 18 نوفمبر 1968 في أونيونتا في الولايات المتحدة.

## وصلات خارجية
- كلاي بيلنجر على موقعبيزبول رفرنس.كوم (الدوري الرئيسي) (الإنجليزية)
- كلاي بيلنجر على موقع إي إس بي إن.كوم (أم.أل.بي) (الإنجليزية)
- كلاي بيلنجر على موقع أوليمبيديا (الإنجليزية)